# D-ring

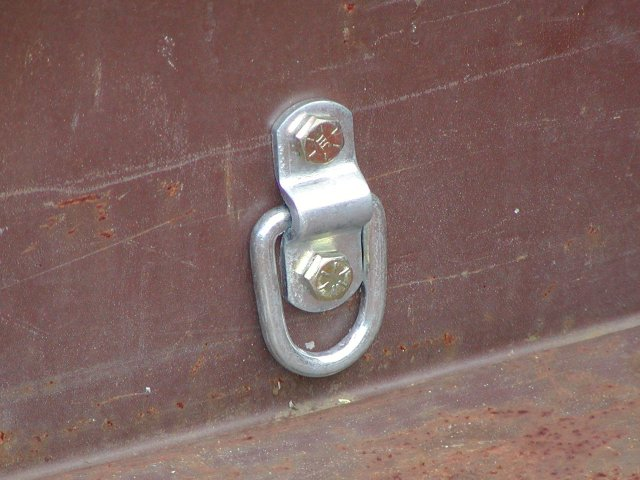
Un 'D-ring' usato per assicurare un rimorchio ad un veicolo.

Il D-ring è un anello a forma di lettera D, solitamente metallico.

Può essere usato alla fine di una cinghia di tessuto o di pelle, o fissata ad una superficie con un apposito supporto.

## Utilizzi
È spesso usato:
- alla fine di una cima o una catena per assicurare un oggetto, o una parte di esso, al rimorchio da parte di un veicolo.
- per ormeggiare un'imbarcazione ad una banchina.
- nella subacquea li troviamo sui gruppi ARA per facilitare il tiraggio dei fibbiaggi e rendere più rapida e agevole la vestizione dell'attrezzatura.
- per allacciare il casco in modo sicuro (se ne usano due).